# Lední hokej na Zimních olympijských hrách 1998 – turnaj muži

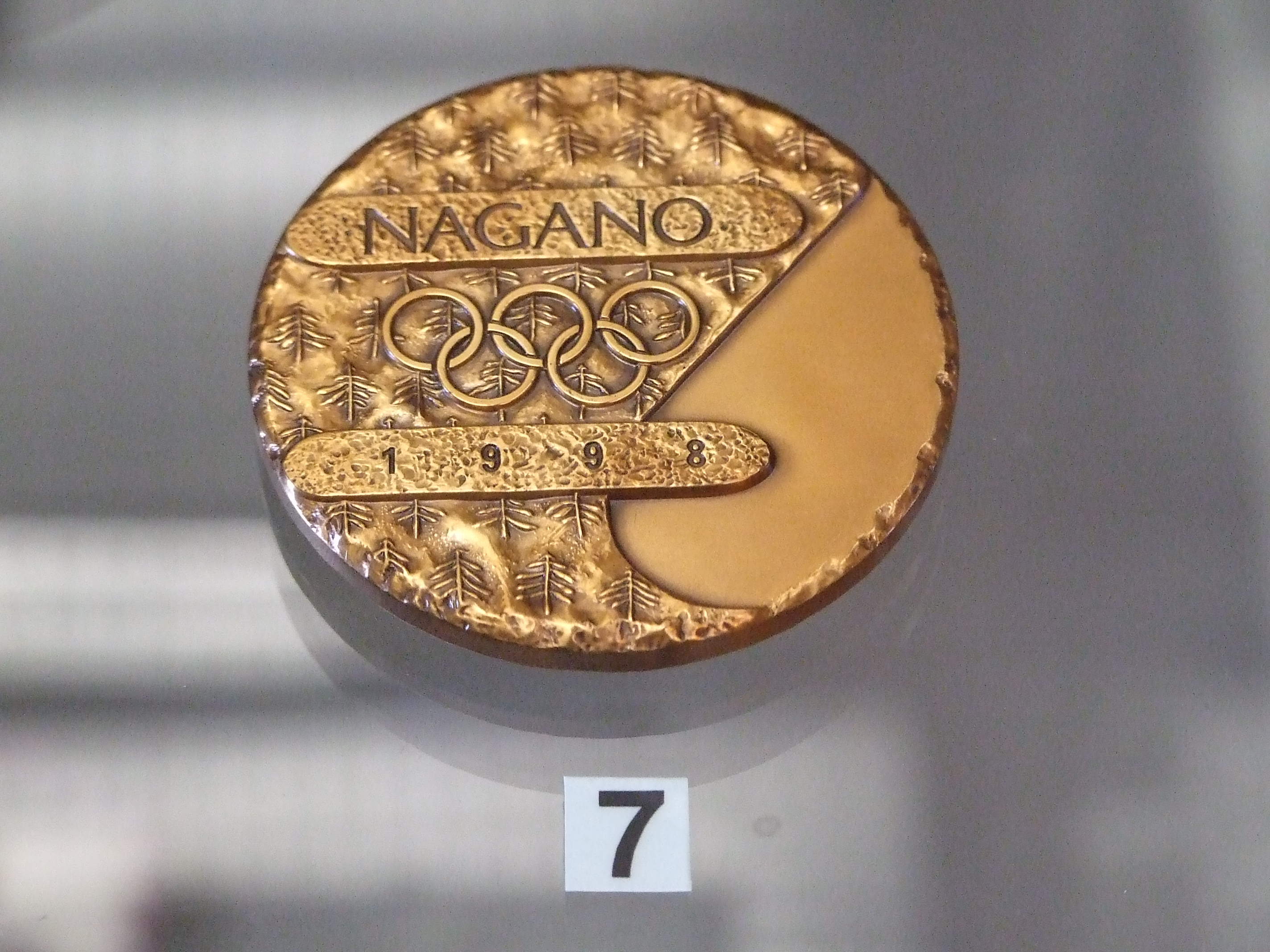
Tzv. Participant Medal, plaketa pro účastníky Her

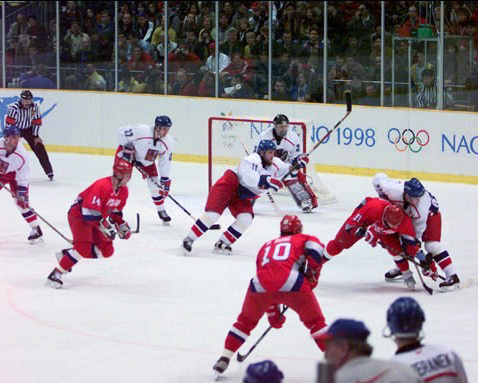
Finále: Rusko – Česko

Hokejový turnaj mužů na 18. zimních olympijských hrách se hrál od 7. do 22. února v japonském Naganu, v halách The Big Hat a Aqua Wing Arena.
Pro turnaj se Mezinárodní olympijský výbor dohodl s IIHF a NHL, že nejslavnější ligová soutěž bude poprvé v historii přerušena, aby na olympijském turnaji mohli startovat světoví hráči hrající v této lize. Experti očekávali, že o zlato se utkají Američané s Kanaďany, jisté šance se ještě dávaly Rusům, ale s českým týmem se rozhodně nepočítalo.[zdroj?]

## Stadiony
| Nagano                   | Nagano                          |
| ------------------------ | ------------------------------- |
| Big Hat Kapacita: 10 104 | Aqua Wing Arena Kapacita: 6 000 |
| Big Hat                  | Aqua Wing Arena                 |

## Herní systém
Turnaje se zúčastnilo 14 týmů. 8 horších týmů hrálo kvalifikační skupiny A a B, z nichž pouze vítěz postoupil do základních skupin C a D, v kterých bylo nasazeno 6 nejlepších výběrů. Týmy, které nepostoupily z kvalifikačních skupin, sehrály jeden zápas o umístění. Ze základních skupin postoupilo všech 8 týmů do čtvrtfinále, ve kterém se utkaly křížově (první s čtvrtým, druhý s třetím). Poražení čtvrtfinalisté už o umístění nehráli. Poražení semifinalisté se střetli v zápase o 3. místo.[zdroj?]
Za vítězství se udělovaly 2 body, za remízu jeden. V play-off se při nerozhodném výsledku prodlužovalo na 10 minut, pak následovaly samostatné nájezdy ve formátu 5 hráčů z každého týmu. Pokud se nerozhodlo pokračovaly nájezdy po 1 hráči z každého týmu až do rozhodnutí. Výjimkou bylo finále, kde se mohlo prodlužovat na 20 minut.[zdroj?]

## Kvalifikační skupiny

### Skupina A

#### Tabulka
| P | Tým        | Z | V | R | P | GV | GI | +/- | B |
| - | ---------- | - | - | - | - | -- | -- | --- | - |
| 1 | Kazachstán | 3 | 2 | 1 | 0 | 14 | 11 | +3  | 5 |
| 2 | Slovensko  | 3 | 1 | 1 | 1 | 9  | 9  | 0   | 3 |
| 3 | Itálie     | 3 | 1 | 0 | 2 | 11 | 11 | 0   | 2 |
| 4 | Rakousko   | 3 | 0 | 2 | 1 | 9  | 12 | -3  | 2 |

#### Zápasy
Všechny časy jsou místní (UTC+9), tj. SEČ+8.
| 7. února 1998 16:00 | Itálie | 3:5 (3:1, 0:1, 0:3) | Kazachstán | Big Hat, Nagano Návštěvnost: 9 449 |  |

| Report                                                                                     |                                                                                            |                                 | |                                                                        |
| Mike Rosati                                                                                | Mike Rosati                                                                                | Brankáři                        | Vitalij Jeremejev Alexandr Šimin | Rozhodčí: Gerhard Müller Čároví: Ulf Gerhard Rönnmark Janne Rautavuori |
| Zarrillo (Orlando) 13:04' Felicetti (Figliuzzi) 14:22' Zarrillo (Nardella, Orlando) 19:55' | Zarrillo (Orlando) 13:04' Felicetti (Figliuzzi) 14:22' Zarrillo (Nardella, Orlando) 19:55' | 0:1 1:1 2:1 3:1 3:2 3:3 3:4 3:5 | Tregubov (Zavjalov, Pčeljakov) 12:11' Borodulin (Glovackij) 25:49' Dudarev (Savenkov) 41:42' Borodulin (A. Koreškov, Zemljanov) 47:44' Kamencev (Dudarev) 56:01' | Rozhodčí: Gerhard Müller Čároví: Ulf Gerhard Rönnmark Janne Rautavuori |
| 12 min                                                                                     | 12 min                                                                                     | Tresty                          | 10 min | Rozhodčí: Gerhard Müller Čároví: Ulf Gerhard Rönnmark Janne Rautavuori |
| 18                                                                                         | 18                                                                                         | Střely                          | 21 | Rozhodčí: Gerhard Müller Čároví: Ulf Gerhard Rönnmark Janne Rautavuori |

| 7. února 1998 16:00 | Rakousko | 2:2 (1:0, 1:2, 0:0) | Slovensko | Aqua Wing Arena, Nagano Návštěvnost: 4 315 |  |

| Report                                           |                                                  |                 |                                                   |                                                                  |
| Claus Dalpiaz                                    | Claus Dalpiaz                                    | Brankáři        | Igor Murín                                        | Rozhodčí: Pekka Haajanen Čároví: Alexandr Poljakov Thomas Schurr |
| Lavoie (Ulrich) 7:16' Perthaler (Schaden) 23:30' | Lavoie (Ulrich) 7:16' Perthaler (Schaden) 23:30' | 1:0 2:0 2:1 2:2 | Cíger 26:35' Petrovický (Kontšek, Sekeráš) 33:52' | Rozhodčí: Pekka Haajanen Čároví: Alexandr Poljakov Thomas Schurr |
| 12 min                                           | 12 min                                           | Tresty          | 22 min                                            | Rozhodčí: Pekka Haajanen Čároví: Alexandr Poljakov Thomas Schurr |
| 12                                               | 12                                               | Střely          | 38                                                | Rozhodčí: Pekka Haajanen Čároví: Alexandr Poljakov Thomas Schurr |

| 8. února 1998 14:00 | Rakousko | 5:5 (2:2, 2:1, 1:2) | Kazachstán | Big Hat, Nagano Návštěvnost: 9 410 |  |

| Report | |                                         | |                                                                   |
| Claus Dalpiaz                                                                                                | Claus Dalpiaz                                                                                                | Brankáři                                | Vitalij Jeremejev | Rozhodčí: Leonid Vajsfeld Čároví: Timothy Kotyra Kenneth Sartison |
| Pusnik (Nasheim) 0:33' Lavoie 15:37' Pusnik (Searle) 31:16' Lavoie (Perthaler) 34:20' Pusnik (Lavoie) 58:51' | Pusnik (Nasheim) 0:33' Lavoie 15:37' Pusnik (Searle) 31:16' Lavoie (Perthaler) 34:20' Pusnik (Lavoie) 58:51' | 1:0 1:1 1:2 2:2 3:2 4:2 4:3 4:4 4:5 5:5 | Pčeljakov (Zavjalov) 7:12' Šafranov 13:09' Šafranov (Zemljanov, A. Koreškov) 39:46' Sokolov (Šafranov, A. Koreškov) 53:30' A. Koreškov (Šafranov) 58:08' | Rozhodčí: Leonid Vajsfeld Čároví: Timothy Kotyra Kenneth Sartison |
| 20 min | 20 min | Tresty                                  | 38 min | Rozhodčí: Leonid Vajsfeld Čároví: Timothy Kotyra Kenneth Sartison |
| 25 | 25 | Střely                                  | 23 | Rozhodčí: Leonid Vajsfeld Čároví: Timothy Kotyra Kenneth Sartison |

| 8. února 1998 18:00 | Slovensko | 4:3 (1:2, 3:1, 0:0) | Itálie | Big Hat, Nagano Návštěvnost: 8 620 |  |

| Report                                                                                             | |                             |                                                                                          |                                                                    |
| Igor Murín                                                                                         | Igor Murín                                                                                         | Brankáři                    | Mario Brunetta                                                                           | Rozhodčí: Bengt Andersson Čároví: Thomas Schurr Hirokazu Takahashi |
| Plavucha (Sekeráš) 6:41' Plavucha (Daňo) 21:23' Petrovický 22:00' Plavucha (Sekeráš, Cíger) 23:36' | Plavucha (Sekeráš) 6:41' Plavucha (Daňo) 21:23' Petrovický 22:00' Plavucha (Sekeráš, Cíger) 23:36' | 1:0 1:1 1:2 2:2 3:2 4:2 4:3 | Figliuzzi (Insam) 8:50' Felicetti (Mansi, De Angelis) 11:56' Chitarroni (Ramoser) 39:13' | Rozhodčí: Bengt Andersson Čároví: Thomas Schurr Hirokazu Takahashi |
| 12 min                                                                                             | 12 min                                                                                             | Tresty                      | 20 min                                                                                   | Rozhodčí: Bengt Andersson Čároví: Thomas Schurr Hirokazu Takahashi |
| 22                                                                                                 | 22                                                                                                 | Střely                      | 28                                                                                       | Rozhodčí: Bengt Andersson Čároví: Thomas Schurr Hirokazu Takahashi |

| 10. února 1998 14:00 | Slovensko | 3:4 (1:1, 1:0, 1:3) | Kazachstán | Aqua Wing Arena, Nagano Návštěvnost: 3 659 |  |

| Report                                                                 |                                                                        |                             | |                                                                        |
| Igor Murín                                                             | Igor Murín                                                             | Brankáři                    | Vitalij Jeremejev | Rozhodčí: Gerhard Müller Čároví: Ulf Gerhard Rönnmark Janne Rautavuori |
| Plavucha (Daňo) 5:42' Jánoš (Petrovický) 28:03' Bondra (Švehla) 52:16' | Plavucha (Daňo) 5:42' Jánoš (Petrovický) 28:03' Bondra (Švehla) 52:16' | 1:0 1:1 2:1 2:2 2:3 3:3 3:4 | J. Koreškov 9:07' Borodulin (Zavjalov) 42:55' Šafranov (J. Koreškov, A. Koreškov) 47:04' A. Koreškov (Zemljanov) 58:39' | Rozhodčí: Gerhard Müller Čároví: Ulf Gerhard Rönnmark Janne Rautavuori |
| 8 min                                                                  | 8 min                                                                  | Tresty                      | 8 min | Rozhodčí: Gerhard Müller Čároví: Ulf Gerhard Rönnmark Janne Rautavuori |
| 32                                                                     | 32                                                                     | Střely                      | 25 | Rozhodčí: Gerhard Müller Čároví: Ulf Gerhard Rönnmark Janne Rautavuori |

| 10. února 1998 18:00 | Itálie | 5:2 (2:0, 2:0, 1:2) | Rakousko | Big Hat, Nagano Návštěvnost: 8 473 |  |

| Report | |                             |                                                |                                                        |
| Mike Rosati | Mike Rosati | Brankáři                    | Claus Dalpiaz                                  | Rozhodčí: Brad Meier Čároví: Václav Český Rudolf Lauff |
| Figliuzzi (Biafore) 5:18' Figliuzzi 12:41' Chitarroni (De Angelis, Busillo) 27:49' Ramoser (Nardella) 36:57' Zarrillo (Topatigh, Figliuzzi) 50:39' | Figliuzzi (Biafore) 5:18' Figliuzzi 12:41' Chitarroni (De Angelis, Busillo) 27:49' Ramoser (Nardella) 36:57' Zarrillo (Topatigh, Figliuzzi) 50:39' | 1:0 2:0 3:0 4:0 4:1 5:1 5:2 | Ressmann (Pusnik) 43:41' Kromp (Searle) 53:27' | Rozhodčí: Brad Meier Čároví: Václav Český Rudolf Lauff |
| 20 min | 20 min | Tresty                      | 16 min                                         | Rozhodčí: Brad Meier Čároví: Václav Český Rudolf Lauff |
| 33 | 33 | Střely                      | 22                                             | Rozhodčí: Brad Meier Čároví: Václav Český Rudolf Lauff |

### Skupina B

#### Tabulka
| P | Tým       | Z | V | R | P | GV | GI | +/- | B |
| - | --------- | - | - | - | - | -- | -- | --- | - |
| 1 | Bělorusko | 3 | 2 | 1 | 0 | 14 | 4  | +10 | 5 |
| 2 | Německo   | 3 | 2 | 0 | 1 | 7  | 9  | -2  | 4 |
| 3 | Francie   | 3 | 1 | 0 | 2 | 5  | 8  | -3  | 2 |
| 4 | Japonsko  | 3 | 0 | 1 | 2 | 5  | 10 | -5  | 1 |

#### Zápasy
Všechny časy jsou místní (UTC+9), tj. SEČ+8.
| 7. února 1998 20:00 | Německo | 3:1 (0:0, 1:0, 2:1) | Japonsko | Big Hat, Nagano Návštěvnost: 9 861 |  |

| Report                                                              |                                                                     |                 |                         |                                                         |
| Josef Heiß                                                          | Josef Heiß                                                          | Brankáři        | Shinichi Iwasaki        | Rozhodčí: Donald Adam Čároví: Václav Český Rudolf Lauff |
| Hecht (Wieland) 37:03' Kunce (Wieland) 51:24' Benda (MacKay) 55:05' | Hecht (Wieland) 37:03' Kunce (Wieland) 51:24' Benda (MacKay) 55:05' | 1:0 1:1 2:1 3:1 | Sugisawa (Otomo) 43:50' | Rozhodčí: Donald Adam Čároví: Václav Český Rudolf Lauff |
| 22 min                                                              | 22 min                                                              | Tresty          | 16 min                  | Rozhodčí: Donald Adam Čároví: Václav Český Rudolf Lauff |
| 33                                                                  | 33                                                                  | Střely          | 21                      | Rozhodčí: Donald Adam Čároví: Václav Český Rudolf Lauff |

| 7. února 1998 20:00 | Francie | 0:4 (0:1, 0:1, 0:2) | Bělorusko | Aqua Wing Arena, Nagano Návštěvnost: 3 419 |  |

| Report          |                 |                 | |                                                              |
| Christobal Huet | Christobal Huet | Brankáři        | Andrej Mezin | Rozhodčí: Brad Meier Čároví: Kenneth Sartison Timothy Kotyra |
|                 |                 | 0:1 0:2 0:3 0:4 | Karačun (Romanov) 15:06' Bekbulatov 38:52' Kaljužnyj (Karačun, Antoněnko) 46:21' Skabelka (Andrijevskyj) 53:10' | Rozhodčí: Brad Meier Čároví: Kenneth Sartison Timothy Kotyra |
| 26 min          | 26 min          | Tresty          | 14 min | Rozhodčí: Brad Meier Čároví: Kenneth Sartison Timothy Kotyra |
| 18              | 18              | Střely          | 36 | Rozhodčí: Brad Meier Čároví: Kenneth Sartison Timothy Kotyra |

| 9. února 1998 14:00 | Německo | 2:8 (0:2, 2:3, 0:3) | Bělorusko | Big Hat, Nagano Návštěvnost: 8 063 |  |

| Report                                               |                                                      |                                         | |                                                                        |
| Klaus Merk                                           | Klaus Merk                                           | Brankáři                                | Andrej Mezin Alexander Šumidub | Rozhodčí: Pekka Haajanen Čároví: Ulf Gerhard Rönnmark Janne Rautavuori |
| Hegen (Bergen, MacKay) 23:39' Bergen (Brandl) 38:39' | Hegen (Bergen, MacKay) 23:39' Bergen (Brandl) 38:39' | 0:1 0:2 1:2 1:3 1:4 2:4 2:5 2:6 2:7 2:8 | Antoněnko (Stas) 8:26' Salej (Khmyel) 14:51' Andrijevskyj (Matuškin, Romanov) 28:05' Kovalev (Roščin, Loškin) 28:37' Skabelka (Bekbulatov) 39:49' Galčenyuk (Alexejev) 43:38' Alexejev (Kovalev) 46:35' Jerkovič (Galčenyuk) 57:17' | Rozhodčí: Pekka Haajanen Čároví: Ulf Gerhard Rönnmark Janne Rautavuori |
| 14 min                                               | 14 min                                               | Tresty                                  | 22 min | Rozhodčí: Pekka Haajanen Čároví: Ulf Gerhard Rönnmark Janne Rautavuori |
| 28                                                   | 28                                                   | Střely                                  | 31 | Rozhodčí: Pekka Haajanen Čároví: Ulf Gerhard Rönnmark Janne Rautavuori |

| 9. února 1998 18:00 | Japonsko | 2:5 (2:1, 0:1, 0:3) | Francie | Big Hat, Nagano Návštěvnost: 9 930 |  |

| Report                                                        |                                                               |                             | |                                                            |
| Dusty Imoo                                                    | Dusty Imoo                                                    | Brankáři                    | François Gravel | Rozhodčí: Gerhard Müller Čároví: Václav Český Rudolf Lauff |
| Fujita (Sakai, Kudo) 7:36' Kuwabara (Sugisawa, Yahata) 15:32' | Fujita (Sakai, Kudo) 7:36' Kuwabara (Sugisawa, Yahata) 15:32' | 1:0 1:1 2:1 2:2 2:3 2:4 2:5 | Bozon 14:42' Barin (Mortas, Ouellet) 23:51' Pouget (Poudrier, Bozon) 57:05' Bozon (Poudrier) 59:08' Poudrier (Lemoine) 59:37' | Rozhodčí: Gerhard Müller Čároví: Václav Český Rudolf Lauff |
| 18 min                                                        | 18 min                                                        | Tresty                      | 41 min | Rozhodčí: Gerhard Müller Čároví: Václav Český Rudolf Lauff |
| 21                                                            | 21                                                            | Střely                      | 25 | Rozhodčí: Gerhard Müller Čároví: Václav Český Rudolf Lauff |

| 10. února 1998 14:00 | Japonsko | 2:2 (1:1, 1:1, 0:0) | Bělorusko | Big Hat, Nagano Návštěvnost: 9 688 |  |

| Report                                                            |                                                                   |                 |                                                                      |                                                               |
| Dusty Imoo                                                        | Dusty Imoo                                                        | Brankáři        | Alexander Šumidub                                                    | Rozhodčí: Donald Adam Čároví: Timothy Kotyra Kenneth Sartison |
| Kabayama (Fujita, Sakai) 19:02' Kuwabara (Yahat, Sugisawa) 34:23' | Kabayama (Fujita, Sakai) 19:02' Kuwabara (Yahat, Sugisawa) 34:23' | 0:1 1:1 1:2 2:2 | Romanov (Andrijevskyj, Skabelka) 12:36' Bekbulatov (Matuškin) 30:32' | Rozhodčí: Donald Adam Čároví: Timothy Kotyra Kenneth Sartison |
| 16 min                                                            | 16 min                                                            | Tresty          | 12 min                                                               | Rozhodčí: Donald Adam Čároví: Timothy Kotyra Kenneth Sartison |
| 19                                                                | 19                                                                | Střely          | 44                                                                   | Rozhodčí: Donald Adam Čároví: Timothy Kotyra Kenneth Sartison |

| 10. února 1998 18:00 | Francie | 0:2 (0:0, 0:1, 0:1) | Německo | Aqua Wing Arena, Nagano Návštěvnost: 3 916 |  |

| Report          |                 |          |                                                              |                                                                         |
| François Gravel | François Gravel | Brankáři | Olaf Kölzig                                                  | Rozhodčí: Bengt Andersson Čároví: Aleksandr Polyakov Hirokazu Takahashi |
|                 |                 | 0:1 0:2  | MacKay (Draisaitl, Lüdemann) 27:46' Draisaitl (Krupp) 58:06' | Rozhodčí: Bengt Andersson Čároví: Aleksandr Polyakov Hirokazu Takahashi |
| 12 min          | 12 min          | Tresty   | 16 min                                                       | Rozhodčí: Bengt Andersson Čároví: Aleksandr Polyakov Hirokazu Takahashi |
| 25              | 25              | Střely   | 31                                                           | Rozhodčí: Bengt Andersson Čároví: Aleksandr Polyakov Hirokazu Takahashi |

## Zápasy o umístění
Všechny časy jsou místní (UTC+9), tj. SEČ+8.

### Zápas o 13. místo
| 12. února 1998 12:00 | Japonsko | 4:3 SN (1:2, 1:0, 1:1 - 0:0; 1:0) | Rakousko | Big Hat, Nagano Návštěvnost: 9 495 |  |

| Report | |                                            | |                                                        |
| Dusty Imoo | Dusty Imoo | Brankáři                                   | Reinhard Divis | Rozhodčí: Brad Meier Čároví: Václav Český Rudolf Lauff |
| Yahata (Yamanaka) 9:22' Sugisawa (Yamanaka, Yahata) 28:34' Otomo 46:35' Sugisawa Yahata Tsujiura Fujita Sakai Sugisawa Kabayama Yahata | Yahata (Yamanaka) 9:22' Sugisawa (Yamanaka, Yahata) 28:34' Otomo 46:35' Sugisawa Yahata Tsujiura Fujita Sakai Sugisawa Kabayama Yahata | 0:1 1:1 1:2 2:2 2:3 3:3 Samostatné nájezdy | Lavoie (Ulrich, Wheeldon) 2:35' Ressmann (Pusnik, Kalt) 18:17' Lavoie (Ulrich) 43:04' Kromp Kalt Nasheim Lavoie Wheeldon Kalt Nasheim Wheeldon | Rozhodčí: Brad Meier Čároví: Václav Český Rudolf Lauff |
| 18 min | 18 min | Tresty                                     | 36 min | Rozhodčí: Brad Meier Čároví: Václav Český Rudolf Lauff |
| 40 | 40 | Střely                                     | 30 | Rozhodčí: Brad Meier Čároví: Václav Český Rudolf Lauff |

### Zápas o 11. místo
| 12. února 1998 16:00 | Francie | 5:1 (1:0, 0:0, 4:1) | Itálie | Big Hat, Nagano Návštěvnost: 8 854 |  |

| Report | |                         |                                      |                                                                   |
| Cristobal Huet | Cristobal Huet | Brankáři                | Mike Rosati                          | Rozhodčí: Gerhard Müller Čároví: Thomas Schurr Hirokazu Takahashi |
| Bozon (Dubois) 9:39' Bozon (Poudrier, Pouget) 40:56' Bozon (Pouget) 47:31' Briand (Bozon, Poudrier) 50:03' Poudrier 56:43' | Bozon (Dubois) 9:39' Bozon (Poudrier, Pouget) 40:56' Bozon (Pouget) 47:31' Briand (Bozon, Poudrier) 50:03' Poudrier 56:43' | 1:0 2:0 3:0 4:0 4:1 5:1 | Orlando (Topatigh, Bartolone) 53:21' | Rozhodčí: Gerhard Müller Čároví: Thomas Schurr Hirokazu Takahashi |
| 14 min | 14 min | Tresty                  | 18 min                               | Rozhodčí: Gerhard Müller Čároví: Thomas Schurr Hirokazu Takahashi |
| 22 | 22 | Střely                  | 31                                   | Rozhodčí: Gerhard Müller Čároví: Thomas Schurr Hirokazu Takahashi |

### Zápas o 9. místo
| 12. února 1998 20:00 | Německo | 4:2 (0:1, 1:1, 3:0) | Slovensko | Big Hat, Nagano Návštěvnost: 8 670 |  |

| Report                                                                                                  | |                         |                                      |                                                                |
| Olaf Kölzig                                                                                             | Olaf Kölzig                                                                                             | Brankáři                | Igor Murín                           | Rozhodčí: Donald Adam Čároví: Alexandr Poljakov Timothy Kotyra |
| Draisaitl (Goldmann) Benda (Brüggemann, MacKay) 42:51' Benda (Krupp) 46:59' Lüdemann (Draisaitl) 49:58' | Draisaitl (Goldmann) Benda (Brüggemann, MacKay) 42:51' Benda (Krupp) 46:59' Lüdemann (Draisaitl) 49:58' | 0:1 1:1 1:2 2:2 3:2 4:2 | Daňo 17:51' Pardavý (Sekeráš) 38:03' | Rozhodčí: Donald Adam Čároví: Alexandr Poljakov Timothy Kotyra |
| 29 min                                                                                                  | 29 min                                                                                                  | Tresty                  | 29 min                               | Rozhodčí: Donald Adam Čároví: Alexandr Poljakov Timothy Kotyra |
| 19 | 19 | Střely                  | 33                                   | Rozhodčí: Donald Adam Čároví: Alexandr Poljakov Timothy Kotyra |

## Základní skupiny

### Skupina C

#### Tabulka
| P | Tým        | Z | V | R | P | GV | GI | +/- | B |
| - | ---------- | - | - | - | - | -- | -- | --- | - |
| 1 | Rusko      | 3 | 3 | 0 | 0 | 15 | 6  | +9  | 6 |
| 2 | Česko      | 3 | 2 | 0 | 1 | 12 | 4  | +8  | 4 |
| 3 | Finsko     | 3 | 1 | 0 | 2 | 11 | 9  | +2  | 2 |
| 4 | Kazachstán | 3 | 0 | 0 | 3 | 6  | 25 | -19 | 0 |

#### Zápasy
Všechny časy jsou místní (UTC+9), tj. SEČ+8.
| 13. února 1998 14:45 | Česko | 3:0 (0:0, 1:0, 2:0) | Finsko | Aqua Wing Arena, Nagano Návštěvnost: 5 050 |  |

| Report                                                               |                                                                      |             |              |                                                                     |
| Dominik Hašek                                                        | Dominik Hašek                                                        | Brankáři    | Jarmo Myllys | Rozhodčí: Kerry Fraser Čároví: Gordon Broseker Ulf Gerhard Rönnmark |
| Patera (Ručinský) 29:09' Reichel (Lang) 44:54' Růžička (Jágr) 48:40' | Patera (Ručinský) 29:09' Reichel (Lang) 44:54' Růžička (Jágr) 48:40' | 1:0 2:0 3:0 |              | Rozhodčí: Kerry Fraser Čároví: Gordon Broseker Ulf Gerhard Rönnmark |
| 6 min                                                                | 6 min                                                                | Tresty      | 6 min        | Rozhodčí: Kerry Fraser Čároví: Gordon Broseker Ulf Gerhard Rönnmark |
| 29                                                                   | 29                                                                   | Střely      | 17           | Rozhodčí: Kerry Fraser Čároví: Gordon Broseker Ulf Gerhard Rönnmark |

| 13. února 1998 18:45 | Rusko | 9:2 (2:1, 5:0, 2:1) | Kazachstán | Aqua Wing Arena, Nagano Návštěvnost: 3 752 |  |

| Report | |                                             |                                                                         |                                                               |
| Michail Štalenkov Andrej Trefilov | Michail Štalenkov Andrej Trefilov | Brankáři                                    | Vitalij Jeremejev Alexandr Šimin                                        | Rozhodčí: Donald Adam Čároví: Raymond Scapinello Václav Český |
| Fjodorov (Kovalenko) 1:30' Jašin (Fjodorov) 8:15' Jašin (Kasparajtis) 20:55' P. Bure (D. Mironov) 27:34' P. Bure 32:01' Kovalenko 32:14' Titov (Kamenskij, Morozov) 38:39' Kovalenko (B. Mironov) 45:09' Zelepukin (Morozov) 55:46' | Fjodorov (Kovalenko) 1:30' Jašin (Fjodorov) 8:15' Jašin (Kasparajtis) 20:55' P. Bure (D. Mironov) 27:34' P. Bure 32:01' Kovalenko 32:14' Titov (Kamenskij, Morozov) 38:39' Kovalenko (B. Mironov) 45:09' Zelepukin (Morozov) 55:46' | 1:0 1:1 2:1 3:1 4:1 5:1 6:1 7:1 8:1 9:1 9:2 | Sagymbajev (Pčeljakov) 2:15' J. Koreškov (Šafranov, A. Koreškov) 57:40' | Rozhodčí: Donald Adam Čároví: Raymond Scapinello Václav Český |
| 8 min | 8 min | Tresty                                      | 6 min                                                                   | Rozhodčí: Donald Adam Čároví: Raymond Scapinello Václav Český |
| 31 | 31 | Střely                                      | 18                                                                      | Rozhodčí: Donald Adam Čároví: Raymond Scapinello Václav Český |

| 15. února 1998 13:45 | Rusko | 4:3 (1:2, 2:1, 1:0) | Finsko | Big Hat, Nagano Návštěvnost: 9 894 |  |

| Report | |                             |                                                                                           |                                                                      |
| Andrej Trefilov | Andrej Trefilov | Brankáři                    | Jarmo Myllys                                                                              | Rozhodčí: Bill McCreary Čároví: Gordon Broseker Ulf Gerhard Rönnmark |
| P. Bure (Fjodorov, Kamenskij) 13:36' Němčinov (Gončar, Kravčuk) 29:31' Jašin (Fjodorov, Žitnik) 35:03' Morozov (Zelepukin) 56:43' | P. Bure (Fjodorov, Kamenskij) 13:36' Němčinov (Gončar, Kravčuk) 29:31' Jašin (Fjodorov, Žitnik) 35:03' Morozov (Zelepukin) 56:43' | 0:1 0:2 1:2 1:3 2:3 3:3 4:3 | Koivu (Lehtinen, Selänne) 6:11' Lehtinen (Koivu, Selänne) 7:04' Lehtinen (Selänne) 28:24' | Rozhodčí: Bill McCreary Čároví: Gordon Broseker Ulf Gerhard Rönnmark |
| 24 min | 24 min | Tresty                      | 22 min                                                                                    | Rozhodčí: Bill McCreary Čároví: Gordon Broseker Ulf Gerhard Rönnmark |
| 28 | 28 | Střely                      | 33                                                                                        | Rozhodčí: Bill McCreary Čároví: Gordon Broseker Ulf Gerhard Rönnmark |

| 15. února 1998 18:45 | Česko | 8:2 (1:0, 3:2, 4:0) | Kazachstán | Big Hat, Nagano Návštěvnost: 9 975 |  |

| Report | |                                         |                                                            |                                                                        |
| Dominik Hašek | Dominik Hašek | Brankáři                                | Andrej Jeremejev Alexandr Šimin                            | Rozhodčí: Pekka Haajanen Čároví: Raymond Scapinello Aleksandr Polyakov |
| Straka (Jágr) 3:51' Beránek (Moravec, Dopita) 23:22' Ručinský 32:02' Růžička (Jágr) 37:31' Ručinský (Lang, Svoboda) 41:00' Patera 49:42' Procházka 52:16' Hamrlík (Straka) 57:06' | Straka (Jágr) 3:51' Beránek (Moravec, Dopita) 23:22' Ručinský 32:02' Růžička (Jágr) 37:31' Ručinský (Lang, Svoboda) 41:00' Patera 49:42' Procházka 52:16' Hamrlík (Straka) 57:06' | 1:0 2:0 2:1 3:1 4:1 4:2 5:2 6:2 7:2 8:2 | Pavel Kamencev (Glovackij, Antipin) 27:13' Koreškov 39:09' | Rozhodčí: Pekka Haajanen Čároví: Raymond Scapinello Aleksandr Polyakov |
| 43 min | 43 min | Tresty                                  | 41 min                                                     | Rozhodčí: Pekka Haajanen Čároví: Raymond Scapinello Aleksandr Polyakov |
| 45 | 45 | Střely                                  | 23                                                         | Rozhodčí: Pekka Haajanen Čároví: Raymond Scapinello Aleksandr Polyakov |

| 16. února 1998 14:45 | Finsko | 8:2 (3:1, 1:0, 4:1) | Kazachstán | Aqua Wing Arena, Nagano Návštěvnost: 5 544 |  |

| Report | |                                         |                                            |                                                              |
| Ari Sulander | Ari Sulander | Brankáři                                | Vitalij Jeremejev Alexandr Šimin           | Rozhodčí: Mark Faucette Čároví: Gérard Gauthier Václav Český |
| Lumme (Selänne, Koivu) 12:53' Helminen (Kapanen, Peltonen) 16:19' Tikkanen (Kurri, Nieminen) 17:09' Numminen (Niinimaa, Koivu) 36:26' Lehtinen (Selänne) 50:52' Peltonen 52:28' Selänne (Niinimaa, Koivu) 54:33' Nieminen (Niinimaa, Kurri) 59:54' | Lumme (Selänne, Koivu) 12:53' Helminen (Kapanen, Peltonen) 16:19' Tikkanen (Kurri, Nieminen) 17:09' Numminen (Niinimaa, Koivu) 36:26' Lehtinen (Selänne) 50:52' Peltonen 52:28' Selänne (Niinimaa, Koivu) 54:33' Nieminen (Niinimaa, Kurri) 59:54' | 0:1 1:1 2:1 3:1 4:1 5:1 6:1 7:1 7:2 8:2 | Antipin 4:25' Nikitin (Troščinskij) 56:43' | Rozhodčí: Mark Faucette Čároví: Gérard Gauthier Václav Český |
| 24 min | 24 min | Tresty                                  | 22 min                                     | Rozhodčí: Mark Faucette Čároví: Gérard Gauthier Václav Český |
| 37 | 37 | Střely                                  | 15                                         | Rozhodčí: Mark Faucette Čároví: Gérard Gauthier Václav Český |

| 16. února 1998 18:45 | Česko | 1:2 (0:0, 1:0, 0:2) | Rusko | Big Hat, Nagano Návštěvnost: 9 847 |  |

| Report                  |                         |             |                                                                      |                                                               |
| Dominik Hašek           | Dominik Hašek           | Brankáři    | Michail Štalenkov                                                    | Rozhodčí: Kerry Fraser Čároví: Kevin Collins Janne Rautavuori |
| Reichel (Patera) 31:53' | Reichel (Patera) 31:53' | 1:0 1:1 1:2 | V. Bure (Kravčuk, Gončar) 43:27' Žamnov (Gusarov, D. Mironov) 43:37' | Rozhodčí: Kerry Fraser Čároví: Kevin Collins Janne Rautavuori |
| 14 min                  | 14 min                  | Tresty      | 6 min                                                                | Rozhodčí: Kerry Fraser Čároví: Kevin Collins Janne Rautavuori |
| 24                      | 24                      | Střely      | 31                                                                   | Rozhodčí: Kerry Fraser Čároví: Kevin Collins Janne Rautavuori |

### Skupina D

#### Tabulka
| P | Tým       | Z | V | R | P | GV | GI | +/- | B |
| - | --------- | - | - | - | - | -- | -- | --- | - |
| 1 | Kanada    | 3 | 3 | 0 | 0 | 12 | 3  | +9  | 6 |
| 2 | Švédsko   | 3 | 2 | 0 | 1 | 11 | 7  | +4  | 4 |
| 3 | USA       | 3 | 1 | 0 | 2 | 8  | 10 | -2  | 2 |
| 4 | Bělorusko | 3 | 0 | 0 | 3 | 4  | 15 | -11 | 0 |

#### Zápasy
Všechny časy jsou místní (UTC+9), tj. SEČ+8.
| 13. února 1998 14:45 | Švédsko | 4:2 (1:2, 2:0, 1:0) | USA | Big Hat, Nagano Návštěvnost: 9 985 |  |

| Report | |                         |                                                         |                                                                  |
| Tommy Salo | Tommy Salo | Brankáři                | Mike Richter                                            | Rozhodčí: Bill McCreary Čároví: Gérard Gauthier Kenneth Sartison |
| Alfredsson (Forsberg) 12:26' Kjellberg (Renberg, Samuelsson) 21:50' Alfredsson (Forsberg) 31:33' Sundin (Andersson) 57:04' | Alfredsson (Forsberg) 12:26' Kjellberg (Renberg, Samuelsson) 21:50' Alfredsson (Forsberg) 31:33' Sundin (Andersson) 57:04' | 0:1 1:1 1:2 2:2 3:2 4:2 | Chelios (Guerin, Tkachuk) 11:10' Modano (Guerin) 12:50' | Rozhodčí: Bill McCreary Čároví: Gérard Gauthier Kenneth Sartison |
| 6 min | 6 min | Tresty                  | 6 min                                                   | Rozhodčí: Bill McCreary Čároví: Gérard Gauthier Kenneth Sartison |
| 29 | 29 | Střely                  | 17                                                      | Rozhodčí: Bill McCreary Čároví: Gérard Gauthier Kenneth Sartison |

| 13. února 1998 18:45 | Kanada | 5:0 (2:0, 2:0, 1:0) | Bělorusko | Big Hat, Nagano Návštěvnost: 9 960 |  |

| Report | |                     |              |                                                                |
| Patrick Roy | Patrick Roy | Brankáři            | Andrej Mezin | Rozhodčí: Mark Faucette Čároví: Kevin Collins Janne Rautavuori |
| Fleury (Primeau) 7:55' Bourque (Brind'Amour, Corson) 14:34' MacInnis (Nieuwendyk) 24:38' Lindros (Bourque) 37:44' Lindros (Brind'Amour) 52:57' | Fleury (Primeau) 7:55' Bourque (Brind'Amour, Corson) 14:34' MacInnis (Nieuwendyk) 24:38' Lindros (Bourque) 37:44' Lindros (Brind'Amour) 52:57' | 1:0 2:0 3:0 4:0 5:0 |              | Rozhodčí: Mark Faucette Čároví: Kevin Collins Janne Rautavuori |
| 10 min | 10 min | Tresty              | 6 min        | Rozhodčí: Mark Faucette Čároví: Kevin Collins Janne Rautavuori |
| 31 | 31 | Střely              | 18           | Rozhodčí: Mark Faucette Čároví: Kevin Collins Janne Rautavuori |

| 14. února 1998 14:45 | USA | 5:2 (2:1, 1:0, 2:2) | Bělorusko | Big Hat, Nagano Návštěvnost: 9 975 |  |

| Report | |                             |                                                                         |                                                                 |
| Mike Richter | Mike Richter | Brankáři                    | Andrej Mezin                                                            | Rozhodčí: Kerry Fraser Čároví: Gérard Gauthier Kenneth Sartison |
| Chelios (LaFontaine) 9:06' LaFontaine (Leetch, Hatcher) 10:31' Leetch (LeClair, Hull) 28:16' Hull (Weight, Hatcher) 53:45' Deadmarsh (Guerin, Roenick) 58:14' | Chelios (LaFontaine) 9:06' LaFontaine (Leetch, Hatcher) 10:31' Leetch (LeClair, Hull) 28:16' Hull (Weight, Hatcher) 53:45' Deadmarsh (Guerin, Roenick) 58:14' | 1:0 2:0 2:1 3:1 3:2 4:2 5:2 | Karačun (Loškin, Galčenyuk) 18:02' Pankov (Skabelka, Bekbulatov) 40:27' | Rozhodčí: Kerry Fraser Čároví: Gérard Gauthier Kenneth Sartison |
| 14 min | 14 min | Tresty                      | 16 min                                                                  | Rozhodčí: Kerry Fraser Čároví: Gérard Gauthier Kenneth Sartison |
| 31 | 31 | Střely                      | 30                                                                      | Rozhodčí: Kerry Fraser Čároví: Gérard Gauthier Kenneth Sartison |

| 14. února 1998 18:45 | Švédsko | 2:3 (1:0, 0:3, 1:0) | Kanada | Big Hat, Nagano Návštěvnost: 9 945 |  |

| Report                                                                   |                                                                          |                     |                                                                                                   |                                                                |
| Tommy Salo                                                               | Tommy Salo                                                               | Brankáři            | Patrick Roy                                                                                       | Rozhodčí: Mark Faucette Čároví: Kevin Collins Janne Rautavuori |
| Lidström (Alfredsson, Renberg) 15:27' Sundin (Lidström, Norström) 49:31' | Lidström (Alfredsson, Renberg) 15:27' Sundin (Lidström, Norström) 49:31' | 1:0 1:1 1:2 1:3 2:3 | Nieuwendyk (Blake, Lindros) 31:56' MacInnis (Nieuwendyk) 37:02' Blake (Nieuwendyk, Fleury) 39:53' | Rozhodčí: Mark Faucette Čároví: Kevin Collins Janne Rautavuori |
| 14 min                                                                   | 14 min                                                                   | Tresty              | 14 min                                                                                            | Rozhodčí: Mark Faucette Čároví: Kevin Collins Janne Rautavuori |
| 30                                                                       | 30                                                                       | Střely              | 29                                                                                                | Rozhodčí: Mark Faucette Čároví: Kevin Collins Janne Rautavuori |

| 16. února 1998 13:45 | Kanada | 4:1 (1:0, 2:0, 1:1) | USA | Big Hat, Nagano Návštěvnost: 10 076 |  |

| Report | |                     |                      |                                                                  |
| Patrick Roy | Patrick Roy | Brankáři            | Mike Richter         | Rozhodčí: Bill McCreary Čároví: Kenneth Sartison Gordon Broseker |
| Zamuner (Nieuwendyk, Sakic) 16:30' Primeau (Yzerman) 33:37' Sakic (Fleury) 38:19' Primeau (Recchi, Sakic) 46:00' | Zamuner (Nieuwendyk, Sakic) 16:30' Primeau (Yzerman) 33:37' Sakic (Fleury) 38:19' Primeau (Recchi, Sakic) 46:00' | 1:0 2:0 3:0 4:0 4:1 | Hull (Weight) 54:04' | Rozhodčí: Bill McCreary Čároví: Kenneth Sartison Gordon Broseker |
| 12 min | 12 min | Tresty              | 6 min                | Rozhodčí: Bill McCreary Čároví: Kenneth Sartison Gordon Broseker |
| 25 | 25 | Střely              | 31                   | Rozhodčí: Bill McCreary Čároví: Kenneth Sartison Gordon Broseker |

| 16. února 1998 18:45 | Švédsko | 5:2 (2:0, 1:1, 2:1) | Bělorusko | Aqua Wing Arena, Nagano Návštěvnost: 4 235 |  |

| Report | |                             |                                                                        |                                                                        |
| Tommy Salo | Tommy Salo | Brankáři                    | Andrej Mezin                                                           | Rozhodčí: Gerhard Müller Čároví: Raymond Scapinello Aleksandr Polyakov |
| Andersson (Sundström, Ragnarsson) 10:06' Dahlén (Sandström) 11:22' Sundström (Forsberg, Öhlund) 30:36' Sundin (Alfredsson) 50:19' Renberg (Alfredsson, Forsberg) 54:36' | Andersson (Sundström, Ragnarsson) 10:06' Dahlén (Sandström) 11:22' Sundström (Forsberg, Öhlund) 30:36' Sundin (Alfredsson) 50:19' Renberg (Alfredsson, Forsberg) 54:36' | 1:0 2:0 3:0 3:1 4:1 4:2 5:2 | Matuškin (Cyplakov, Kovalev) 39:19' Cyplakov (Romanov, Kovalev) 53:44' | Rozhodčí: Gerhard Müller Čároví: Raymond Scapinello Aleksandr Polyakov |
| 14 min | 14 min | Tresty                      | 8 min                                                                  | Rozhodčí: Gerhard Müller Čároví: Raymond Scapinello Aleksandr Polyakov |
| 38 | 38 | Střely                      | 23                                                                     | Rozhodčí: Gerhard Müller Čároví: Raymond Scapinello Aleksandr Polyakov |

Po ukončení zápasů ve skupině vyšlo najevo, že Ulf Samuelsson hrál neoprávněně (během působení v NHL přijal americké občanství, čímž podle zákonů své vlasti automaticky přišel o to švédské). Podle pravidel byly všechny zápasy Švédů kontumovány a tím spadli na poslední místo skupiny. Proti tomu ale podali protest Rusové, kteří si jako vítězové skupiny C vybojovali právo nastoupit ve vyřazovací části proti přijatelnému soupeři z Běloruska a teď by měli hrát proti silnějším Švédům. Direktoriát turnaje to uznal a ponechal nakonec výsledky dosažené na ledě v platnosti, pouze vyloučil Samuelssona z olympiády.

## Play-off

### Pavouk
|  | Čtvrtfinále 1 |               |               |  |      |              |              |              |  |               |               |               |   |
|  | C1            | Rusko         | 4             |  |      |              |              |              |  |               |               |               |   |
|  | D4            | Bělorusko     | 1             |  |      | Semifinále 1 | Semifinále 1 | Semifinále 1 |  |               |               |               |   |
|  |               |               |               |  |      | ČTF1         | Rusko        | 7            |  |               |               |               |   |
|  | Čtvrtfinále 2 | Čtvrtfinále 2 | Čtvrtfinále 2 |  | ČTF2 | Finsko       | 4            |              |  |               |               |               |   |
|  | D2            | Švédsko       | 1             |  |      |              |              |              |  |               |               |               |   |
|  | C3            | Finsko        | 2             |  |      |              |              |              |  | Finále        | Finále        | Finále        |   |
|  |               |               |               |  |      |              |              |              |  |               | VSF1          | Rusko         | 0 |
|  | Čtvrtfinále 3 | Čtvrtfinále 3 | Čtvrtfinále 3 |  |      |              |              |              |  |               | VSF1          | Česko         | 1 |
|  | D1            | Kanada        | 4             |  |      |              |              |              |  |               |               |               |   |
|  | C4            | Kazachstán    | 1             |  |      | Semifinále 2 | Semifinále 2 | Semifinále 2 |  | Zápas o bronz | Zápas o bronz | Zápas o bronz |   |
|  |               |               |               |  |      | ČTF3         | Kanada       | 1            |  | PSF1          | Kanada        | 2             |   |
|  | Čtvrtfinále 4 | Čtvrtfinále 4 | Čtvrtfinále 4 |  | ČTF4 | Česko (SN)   | 2            |              |  | PSF2          | Finsko        | 3             |   |
|  | C2            | Česko         | 4             |  |      |              |              |              |  |               |               |               |   |
|  | D3            | USA           | 1             |  |      |              |              |              |  |               |               |               |   |

### Čtvrtfinále
Všechny časy jsou místní (UTC+9), tj. SEČ+8.
| 18. února 1998 14:45 | Česko | 4:1 (0:1, 3:0, 1:0) | USA | Big Hat, Nagano Návštěvnost: 9 822 |  |

| Report                                                                                           |                                                                                                  |                     |                                 |                                                                      |
| Dominik Hašek                                                                                    | Dominik Hašek                                                                                    | Brankáři            | Mike Richter John Vanbiesbrouck | Rozhodčí: Bill McCreary Čároví: Alexandr Poljakov Raymond Scapinello |
| Růžička (Jágr, Straka) 28:21' Jágr (Dopita) 29:19' Ručinský (Lang, Šmehlík) 36:35' Dopita 59:21' | Růžička (Jágr, Straka) 28:21' Jágr (Dopita) 29:19' Ručinský (Lang, Šmehlík) 36:35' Dopita 59:21' | 0:1 1:1 2:1 3:1 4:1 | Modano (Amonte, Tkachuk) 16:12' | Rozhodčí: Bill McCreary Čároví: Alexandr Poljakov Raymond Scapinello |
| 6 min                                                                                            | 6 min                                                                                            | Tresty              | 8 min                           | Rozhodčí: Bill McCreary Čároví: Alexandr Poljakov Raymond Scapinello |
| 19                                                                                               | 19                                                                                               | Střely              | 39                              | Rozhodčí: Bill McCreary Čároví: Alexandr Poljakov Raymond Scapinello |

| 18. února 1998 14:45 | Rusko | 4:1 (1:0, 1:0, 2:1) | Bělorusko | Aqua Wing Arena, Nagano Návštěvnost: 4 628 |  |

| Report | |                     |                                  |                                                                       |
| Michail Štalenkov                                                                                                  | Michail Štalenkov                                                                                                  | Brankáři            | Andrej Mezin                     | Rozhodčí: Gerhard Müller Čároví: Ulf Gerhard Rönnmark Gordon Broseker |
| Kamenskij (Jašin) 19:00' Kovalenko (Fjodorov, Jašin) 21:31' P. Bure 42:38' Morozov (Zelepukin, Kasparajtis) 43:19' | Kamenskij (Jašin) 19:00' Kovalenko (Fjodorov, Jašin) 21:31' P. Bure 42:38' Morozov (Zelepukin, Kasparajtis) 43:19' | 1:0 2:0 3:0 4:0 4:1 | Jerkovič (Khmyel, Roščin) 44:18' | Rozhodčí: Gerhard Müller Čároví: Ulf Gerhard Rönnmark Gordon Broseker |
| 14 min | 14 min | Tresty              | 10 min                           | Rozhodčí: Gerhard Müller Čároví: Ulf Gerhard Rönnmark Gordon Broseker |
| 35 | 35 | Střely              | 26                               | Rozhodčí: Gerhard Müller Čároví: Ulf Gerhard Rönnmark Gordon Broseker |

| 18. února 1998 18:45 | Kanada | 4:1 (2:1, 2:0, 0:0) | Kazachstán | Big Hat, Nagano Návštěvnost: 9 602 |  |

| Report | |                     |                              |                                                              |
| Patrick Roy | Patrick Roy | Brankáři            | Vitalij Jeremejev            | Rozhodčí: Donald Adam Čároví: Janne Rautavuori Kevin Collins |
| Nieuwendyk (Fleury, Roy) 1:31' Corson (Lindros) 2:13' Shanahan (Gretzky, Bourque) 36:29' Yzerman (Gretzky) 37:01' | Nieuwendyk (Fleury, Roy) 1:31' Corson (Lindros) 2:13' Shanahan (Gretzky, Bourque) 36:29' Yzerman (Gretzky) 37:01' | 1:0 2:0 2:1 3:1 4:1 | Šafranov (A. Koreškov) 3:46' | Rozhodčí: Donald Adam Čároví: Janne Rautavuori Kevin Collins |
| 14 min | 14 min | Tresty              | 12 min                       | Rozhodčí: Donald Adam Čároví: Janne Rautavuori Kevin Collins |
| 37 | 37 | Střely              | 17                           | Rozhodčí: Donald Adam Čároví: Janne Rautavuori Kevin Collins |

| 18. února 1998 18:45 | Švédsko | 1:2 (0:0, 0:0, 1:2) | Finsko | Aqua Wing Arena, Nagano Návštěvnost: 5 044 |  |

| Report          |                 |             |                                                            |                                                             |
| Tommy Salo      | Tommy Salo      | Brankáři    | Jarmo Myllys                                               | Rozhodčí: Kerry Fraser Čároví: Václav Český Gérard Gauthier |
| Forsberg 59:48' | Forsberg 59:48' | 0:1 0:2 1:2 | Selänne (Numminen) 44:12' Selänne (Koivu, Lehtinen) 52:43' | Rozhodčí: Kerry Fraser Čároví: Václav Český Gérard Gauthier |
| 12 min          | 12 min          | Tresty      | 12 min                                                     | Rozhodčí: Kerry Fraser Čároví: Václav Český Gérard Gauthier |
| 17              | 17              | Střely      | 19                                                         | Rozhodčí: Kerry Fraser Čároví: Václav Český Gérard Gauthier |

### Semifinále
| 20. února 1998 14:45 | Kanada | 1:2 SN (0:0, 0:0, 1:1 - 0:0; 0:1) | Česko | Big Hat, Nagano Návštěvnost: 9 854 |  |

| Report                                                             |                                                                    |                            |                                                    |                                                                |
| Patrick Roy                                                        | Patrick Roy                                                        | Brankáři                   | Dominik Hašek                                      | Rozhodčí: Bill McCreary Čároví: Kevin Collins Janne Rautavuori |
| Linden (Lindros) 58:57' Fleury Bourque Nieuwendyk Lindros Shanahan | Linden (Lindros) 58:57' Fleury Bourque Nieuwendyk Lindros Shanahan | 0:1 1:1 Samostatné nájezdy | Šlégr (Patera) 49:46' Reichel Ručinský Patera Jágr | Rozhodčí: Bill McCreary Čároví: Kevin Collins Janne Rautavuori |
| 12 min                                                             | 12 min                                                             | Tresty                     | 12 min                                             | Rozhodčí: Bill McCreary Čároví: Kevin Collins Janne Rautavuori |
| 34                                                                 | 34                                                                 | Střely                     | 15                                                 | Rozhodčí: Bill McCreary Čároví: Kevin Collins Janne Rautavuori |

| 20. února 1998 18:45 | Rusko | 7:4 (2:0, 2:3, 3:1) | Finsko | Big Hat, Nagano Návštěvnost: 9 640 |  |

| Report | |                                             | |                                                                 |
| Michail Štalenkov | Michail Štalenkov | Brankáři                                    | Jarmo Myllys                                                                                                 | Rozhodčí: Kerry Fraser Čároví: Gérard Gauthier Kenneth Sartison |
| P. Bure (Žamnov) 9:51' P. Bure (D. Mironov) 17:28' P. Bure 20:59' Žamnov (Žitnik) 37:26' Kovalenko (Fjodorov) 46:33' P. Bure 55:58' P. Bure (Jašin, B. Mironov) 59:55' | P. Bure (Žamnov) 9:51' P. Bure (D. Mironov) 17:28' P. Bure 20:59' Žamnov (Žitnik) 37:26' Kovalenko (Fjodorov) 46:33' P. Bure 55:58' P. Bure (Jašin, B. Mironov) 59:55' | 1:0 2:0 3:0 3:1 3:2 3:3 4:3 4:4 5:4 6:4 7:4 | Helminen (Lind) 23:28' Rintanen (Kurri, Timonen) 24:59' Selänne (Koivu, Kurri) 34:07' Koivu (Selänne) 45:15' | Rozhodčí: Kerry Fraser Čároví: Gérard Gauthier Kenneth Sartison |
| 12 min | 12 min | Tresty                                      | 6 min | Rozhodčí: Kerry Fraser Čároví: Gérard Gauthier Kenneth Sartison |
| 21 | 21 | Střely                                      | 31 | Rozhodčí: Kerry Fraser Čároví: Gérard Gauthier Kenneth Sartison |

### Zápas o 3. místo
| 21. února 1998 15:15 | Kanada | 2:3 (1:2, 1:0, 0:1) | Finsko | Big Hat, Nagano Návštěvnost: 9 875 |  |

| Report                                                       |                                                              |                     |                                                                                  |                                                                  |
| Patrick Roy                                                  | Patrick Roy                                                  | Brankáři            | Ari Sulander                                                                     | Rozhodčí: Kerry Fraser Čároví: Gordon Broseker Alexandr Poljakov |
| Brind'Amour (Foote) 16:50' Shanahan (Gretzky, Recchi) 22:47' | Brind'Amour (Foote) 16:50' Shanahan (Gretzky, Recchi) 22:47' | 1:0 1:1 2:1 2:2 3:2 | Kurri (Tikkanen, Nieminen) 3:33' Lehtinen (Koivu) 17:23' Peltonen (Koivu) 40:17' | Rozhodčí: Kerry Fraser Čároví: Gordon Broseker Alexandr Poljakov |
| 12 min                                                       | 12 min                                                       | Tresty              | 12 min                                                                           | Rozhodčí: Kerry Fraser Čároví: Gordon Broseker Alexandr Poljakov |
| 34                                                           | 34                                                           | Střely              | 15                                                                               | Rozhodčí: Kerry Fraser Čároví: Gordon Broseker Alexandr Poljakov |

### Finále
| 22. února 1998 13:45 | Rusko | 0:1 (0:0, 0:0, 0:1) | Česko | Big Hat, Nagano Návštěvnost: 10 010 |  |

| Report            |                   |          |                                    |                                                                         |
| Michail Štalenkov | Michail Štalenkov | Brankáři | Dominik Hašek                      | Rozhodčí: Bill McCreary Čároví: Raymond Scapinello Ulf Gerhard Rönnmark |
|                   |                   | 0:1      | Svoboda (Patera, Procházka) 48:08' | Rozhodčí: Bill McCreary Čároví: Raymond Scapinello Ulf Gerhard Rönnmark |
| 4 min             | 4 min             | Tresty   | 8 min                              | Rozhodčí: Bill McCreary Čároví: Raymond Scapinello Ulf Gerhard Rönnmark |
| 20                | 20                | Střely   | 21                                 | Rozhodčí: Bill McCreary Čároví: Raymond Scapinello Ulf Gerhard Rönnmark |

## Konečné pořadí
|     | Tým          | Z | V | R | P | Skóre | B  |
| --- | ------------ | - | - | - | - | ----- | -- |
|     | Česko (CZE)  | 6 | 5 | 0 | 1 | 19:6  | 10 |
|     | Rusko (RUS)  | 6 | 5 | 0 | 1 | 26:12 | 10 |
|     | Finsko (FIN) | 6 | 3 | 0 | 3 | 20:19 | 6  |
| 4.  | Kanada       | 6 | 4 | 0 | 2 | 19:9  | 8  |
| 5.  | Švédsko      | 4 | 2 | 0 | 2 | 12:9  | 4  |
| 6.  | USA          | 4 | 1 | 0 | 3 | 9:14  | 2  |
| 7.  | Bělorusko    | 7 | 2 | 1 | 4 | 19:23 | 5  |
| 8.  | Kazachstán   | 7 | 2 | 1 | 4 | 21:40 | 5  |
| 9.  | Německo      | 4 | 3 | 0 | 1 | 11:11 | 6  |
| 10. | Slovensko    | 4 | 1 | 1 | 2 | 11:13 | 3  |
| 11. | Francie      | 4 | 2 | 0 | 2 | 10:9  | 4  |
| 12. | Itálie       | 4 | 1 | 0 | 3 | 12:16 | 2  |
| 13. | Japonsko     | 4 | 1 | 1 | 2 | 9:13  | 3  |
| 14. | Rakousko     | 4 | 0 | 2 | 2 | 12:16 | 2  |

## Statistiky

### Nejlepší hráči turnaje století
| Brankář | Dominik Hašek |
| Obránce | Rob Blake     |
| Útočník | Pavel Bure    |

### Kanadské bodování
| Poř. | Kanadské bodování   | Branky | Přihrávky | Body |
| ---- | ------------------- | ------ | --------- | ---- |
| 1.   | Teemu Selänne       | 4      | 6         | 10   |
| 2.   | Saku Koivu          | 2      | 8         | 10   |
| 3.   | Pavel Bure          | 9      | 0         | 9    |
| 4.   | Alexandr Koreškov   | 3      | 6         | 9    |
| 5.   | Philippe Bozon      | 5      | 2         | 7    |
| 6.   | Konstantin Šafranov | 4      | 3         | 7    |
| 7.   | Dominic Lavoie      | 5      | 1         | 6    |
| 8.   | Jere Lehtinen       | 4      | 2         | 6    |
| 9.   | Alexej Jašin        | 3      | 3         | 6    |
| 10.  | Serge Poudrier      | 2      | 4         | 6    |

### Nejlepší střelci
| Poř. | Nejlepší střelci    | Branky |
| ---- | ------------------- | ------ |
| 1.   | Pavel Bure          | 9      |
| 2.   | Philippe Bozon      | 5      |
| 2.   | Dominic Lavoie      | 5      |
| 4.   | Jere Lehtinen       | 4      |
| 4.   | Teemu Selänne       | 4      |
| 4.   | Andrej Kovalenko    | 4      |
| 4.   | Vlastimil Plavucha  | 4      |
| 4.   | Konstantin Šafranov | 4      |

## Ohlas v kultuře
Úspěch českého hokejového týmu na turnaji v Naganu dal v českém prostředí vzniknout některým uměleckým dílům odkazujícím se k této sportovní události:
- Nagano 1998 – hokejový turnaj století – dokumentární film z roku 1998
- Zlatý turnaj století – televizní dokumentární film z roku 1998
- Nagano – opera z roku 2004
- „Nagano“ – díl z roku 2013 seriálu Vyprávěj
- Pásky z Nagana – dokumentární film z roku 2018
- Děti Nagana – film z roku 2023